# Saison 4 de Legends of Tomorrow
Chronologie
Saison 3 Saison 5
La quatrième saison de Legends of Tomorrow, série télévisée américaine dérivée d’Arrow et Flash, diffusée du 22 octobre 2018 au 20 mai 2019 sur The CW aux États-Unis.

## Synopsis
Après avoir battu Mallus, un démon sanguinaire, et avoir sauvé le monde pour la énième fois, les Légendes doivent maintenant combattre les autres démons qui en ont profité pour s'échapper.

## Distribution

### Acteurs principaux
- Caity Lotz (VF : Anne-Charlotte Piau) : Sara Lance / White Canary
- Brandon Routh (VF : Adrien Antoine) : Raymond « Ray » Palmer / The Atom
- Dominic Purcell (VF : Éric Aubrahn) : Mick Rory / Heat Wave (en)
- Nick Zano (VF : Jean-François Cros) : Nathaniel Heywood / Steel
- Amy Pemberton (VF : Elsa Davoine) : Gideon (voix et incarnation)
- Maisie Richardson-Sellers (VF : Célia Rosich) : Charlie (à partir de l’épisode 3)
- Tala Ashe (VF : Ariane Aggiage) : Zari Adrianna Tomaz / Isis
- Matt Ryan (VF : Axel Kiener) : John Constantine[1]
- Jes Macallan (VF : Gaëlle Savary) : Ava Sharpe, Directrice du Bureau Temporel[2]
- Courtney Ford (VF : Sara Viot) : Eleanor « Nora » Darhk, la fille de Damien Darhk[3]
- Ramona Young (VF : Julia Boutteville) : Mona Wu[4]

### Acteurs récurrents
- Adam Tsekhman (VF : Alexis Victor) : Gary Green, agent du Bureau Temporel (13 épisodes)
- Thomas F. Wilson (VF : Jean-Jacques Nervest) : Hank Heywood[4] (9 épisodes)
- Christian Keyes : Desmond « Dez » / Neron (7 épisodes)
- Jane Carr : La Fée marraine / Tabitha (6 épisodes)

## Production
Contrairement aux années précédentes, le crossover habituel du Arrowverse ne comporte pas de partie avec Legends of Tomorrow. La chaîne ayant donné carte blanche aux producteurs pour créer une série centrée sur le personnage de Batwoman, seuls les héros et héroïnes des séries Arrow, Flash et Supergirl ont été amenés à se rencontrer. Le nombre d'épisodes de la saison a donc été raccourci.

## Liste des épisodes

### Épisode 1:Une licorne à Woodstock
- États-Unis /  Canada : 22 octobre 2018 sur The CW / CTV 2
- France : 7 septembre 2019 sur CStar

- États-Unis : 996 000 téléspectateurs[5] (première diffusion)

- Thomas F. Wilson (Hank Heywood)
- Adam Tsekhman (Agent Gary Green)
- Susan Hogan (Dorothy Heywood)
- Courtney Ford (Nora Darhk)
- Sandy Sidhu (Nasreen)
- Rob McEachern (Jerry Garcia)
- Shane Symons (Jimi Hendrix)
- Sara Rabey (Janis Joplin)
- Bruce Crawford (Paul Revere)

### Épisode 2:La fée rebelle
- États-Unis /  Canada : 29 octobre 2018 sur The CW / CTV 2
- France : 7 septembre 2019 sur CStar

- États-Unis : 942 000 téléspectateurs[5] (première diffusion)

- Thomas F. Wilson (Hank Heywood)
- Adam Tsekhman (Agent Gary Green)
- Jane Carr (La Fée Marraine)
- Jordyn Ashley Olson (Prudence Hawthorne)
- Laura Regan (Jane Hawthorne)
- Gerard Plunkett (Révérend Parsons)

Grâce aux reliques de Constantine, les Légendes ont le moyen de trouver les perturbations provoquées par les créatures magiques en fuite. Constantine rejoint le Waverider et part avec les Légendes à Salem, où une véritable sorcière sévit alors que la ville est en pleine paranoïa.

### Épisode 3:À bas la Reine
- États-Unis /  Canada : 5 novembre 2018 sur The CW / CTV 2
- France : 14 septembre 2019 sur CStar

- États-Unis : 858 000 téléspectateurs[5] (première diffusion)

- Adam Tsekhman (Agent Gary Green)
- Jack Gillett (Declan)
- Anjli Mohindra (Charlie)
- Gwenda Lorenzetti (Reine Élisabeth II)
- Natalie Moon (Mary Anne)
- Arla Demaris (Gilly)
- Chris Walters (Thomas)
- Artin John (Ian)

Lorsque la reine Élisabeth II fait irruption dans un concert punk et en devient la coqueluche, les Légendes comprennent qu'une créature se cache à Londres en 1977 et découvrent qu'elle fait partie d'un gang qui vise la Monarchie Britannique. Constantine pense qu'un des membres pourrait être un leprechaun, avant de s'éclipser dans les rues de la capitale. Ray surprend tout le monde lorsqu'il réussit à s'infiltrer dans le groupe.

### Épisode 4:Nos jours peureux
- États-Unis /  Canada : 12 novembre 2018 sur The CW / CTV 2
- France : 14 septembre 2019 sur CStar

- États-Unis : 898 000 téléspectateurs[5] (première diffusion)

- Mason Trueblood (Chad Stephens)
- Vanessa Przada (Ava jeune)
- Emily Murden (Sara jeune)
- Marin Almasi (Meredith)
- Benjamin Wosk (Jake)
- Brooklyn Hislop (Kiana)
- Cody Davis (Zack)
- Whitney Peak (Lenise)
- Charlotte Kavanagh (Judy)
- Glen Gordon (Tobey)
- Koyu Rankin (Randall)
- Christopher Thomas (Tony)
- Benjamyn Drysdale (Antonio)
- Trish Allen (Paula Cooper)
- Geraldine Chiu (Alexis)
- Darcy Michael (Steve)
- Alexa Loo (Hanane)

### Épisode 5:L'Attaque de la pieuvre géante
- États-Unis /  Canada : 19 novembre 2018 sur The CW / CTV 2
- France : 21 septembre 2019 sur CStar

- États-Unis : 906 000 téléspectateurs[5] (première diffusion)

- Adam Tsekhman (Agent Gary Green)
- Thomas F. Wilson (Hank Heywood)
- Darien Martin (Konane)
- Christian Keyes (Dez)
- Susan Hogan (Dorothy Heywood)
- Eijiro Ozaki (Ishiro Honda)
- Vesna Ennis (Garima, reine des Thanzanon)
- Natalia Vasiluk (Baba Yaga)
- Brady Tate (Chris)
- Gary Peterman (Oncle Rich)
- Eliza Norbury (Cousine Patty)
- Maggie T. Sullivun (Grand-Mère Violet)
- Anthony Moyer (Chupacabra)
- Jaden Oehr (Tyson)

Avec Constantine au plus mal, Ray ne voit que Nora Darhk pour le soigner. Gideon la retrouve en 2018, essayant de ne plus utiliser sa magie noire.
Sara part avec Rory, Zari et Charlie pour Tokyo en 1951 alors qu'un monstre géant venu des mers s'apprête à détruire la capitale.
- La guerrière que crée Rory pour combattre la pieuvre géante a trois seins, comme un des personnages du film Total Recall.
- Vers la fin de l'épisode, Hank déclare : "Je vais faire comme dans l'infanterie, je me casse ailleurs !", avant d'être rectifié par son fils "On dit tire ailleurs". Ce jeu de mots était une des répliques de Biff Tannen, l'antagoniste de Retour vers le futur, aussi interprété par Thomas F. Wilson.

### Épisode 6:Profitez du voyage
- États-Unis /  Canada : 26 novembre 2018 sur The CW / CTV 2
- France : 21 septembre 2019 sur CStar

- États-Unis : 973 000 téléspectateurs[5] (première diffusion)

- Andrew Lees (Ernest Hemingway)
- Jason McKinnon (F. Scott Fitzgerald)
- Meganne Young (Zelda Fitzgerald)
- Thomas F. Wilson (Hank Heywood)
- Darien Martin (Konane)
- Craig Haas (Marcel)
- Daniel Cudmore (Le Minotaure)
- Sergio Osuna (Salvador Dali)
- Daniel Deorksen (Django Reinhardt)

Le capitaine Heywood a des questions sur les grosses dépenses des Légendes et Nate lui propose de venir sur le Waverider participer à une mission pour voir les Légendes en action. Ils partent pour le Paris de 1927, alors que les artistes des années folles rient en pensant au monstre qui rôde.

### Épisode 7:L’esprit de la poupée
- États-Unis /  Canada : 3 décembre 2018 sur The CW / CTV 2
- France : 28 septembre 2019 sur CStar

- États-Unis : 933 000 téléspectateurs[5] (première diffusion)

- Paul Reubens (Voix originale de Mike Le Pic)
- Adam Tsekhman (Agent Gary Green)
- Darien Martin (Konane)
- Christian Keyes (Dez)
- Jason McKinnon (F. Scott Fitzgerald)
- Joyce Guy (Marie Laveau)
- Vesna Ennis (Garima, reine des Thanzanon)
- Gwenda Lorenzetti (Reine Élisabeth II)
- Ronald Selmour (Xavier)

Une créature est repérée à La Nouvelle-Orléans en 1856 où une femme puissante parmi les adeptes du vaudou est accusée d'une longue série de meurtres, mais elle sait qu'il s'agit d'un esprit aimant posséder des poupées. Revenir dans cette ville rappelle à Constantine son dernier grand péché et il pense avoir trouvé un moyen de changer l'histoire.

### Épisode 8:Drôle de trame
- États-Unis /  Canada : 10 décembre 2018 sur The CW / CTV 2
- France : 28 septembre 2019 sur CStar

- États-Unis : 1,096 million de téléspectateurs[5](première diffusion)

- Paul Reubens (Voix originale de Mike Le pic à glace)
- Adam Tsekhman (Agent Gary Green)
- Thomas F. Wilson (Hank Heywood)
- Christian Keyes (Dez)
- Jordyn Ashley Olson (Prudence Hawthorne)
- Jane Carr (La Fée marraine)
- Vesna Ennis (Garima, reine des Thanzanon)
- Jocelyn Panton (Marilyn Monroe)
- Wesley MacInnes (Red)

Dans cet épisode, les Légendes ont reçu plusieurs messages d'Oliver Queen, de la série Arrow, Kara Danvers de la série Supergirl et de Barry Allen, de la série The Flash. Ils font référence au crossover Elseworld, auquel les Légendes n'ont pas pris part.

### Épisode 9:La Lucha libre
- États-Unis /  Canada : 1er avril 2019[6] sur The CW / CTV 2
- France : 5 octobre 2019 sur CStar

- États-Unis : 916 000 téléspectateurs[5] (première diffusion)

- Paul Reubens (Voix originale de Mike Le pic à glace)
- Adam Tsekhman (Agent Gary Green)
- Thomas F. Wilson (Hank Heywood)
- Darien Martin (Konane)
- Susan Hogan (Dorothy Heywood)
- Christian Keyes (Neron)
- Frank Gallegos (El Cura)
- Kelly McCabe (Lui-même)
- David Perez (Miguel)
- Lien Wu (Winnie Hung)
- Zhao Wu (Peter Chan)

Mona se retrouve accusée d'avoir libéré le Kaupe. Elle clame son innocence et affirme l'avoir envoyé ailleurs pour sa protection. Les Légendes retrouvent sa trace dans le Mexique de 1961, où il serait devenu un luchador surpassant El Cura en notoriété. Sara essaie de gagner du temps alors qu'Ava est décidée à mettre la main sur la créature.

### Épisode 10:La Vérité sur Nixon
- États-Unis /  Canada : 8 avril 2019 sur The CW / CTV 2
- France : 5 octobre 2019 sur CStar

- États-Unis : 947 000 téléspectateurs[5] (première diffusion)

- Adam Tsekhman (Agent Gary Green)
- Thomas F. Wilson (Hank Heywood)
- Christian Keyes (Neron)
- Sisa Grey (Wolfie / Kaupe / Mona Wu)
- Paul Ganus (Richard Nixon)
- Shaughnessy Redden (Agent London)

Les Légendes décident d'intervenir quand Richard Nixon devient incapable de mentir en public, empêchant le scandale du Watergate et toutes ses conséquences sur l'histoire des Etats-Unis. Mais après les morts causées par le Kaupe et la disparition de Mona, Hank Heywood veut les arrêter et les priver du Waverider.

### Épisode 11:Une Nuit au paradis
- États-Unis /  Canada : 15 avril 2019 sur The CW / CTV 2
- France : 12 octobre 2019 sur CStar

- États-Unis : 978 000 téléspectateurs[5] (première diffusion)

- Thomas F. Wilson (Hank Heywood)
- Christian Keyes (Neron)
- Susan Hogan (Dorothy Heywood)
- Sisa Grey (Wolfie / Kaup / Mona Wu)
- Sachin Bhatt (Kamadeva / L'entraîneur / Sanjay (Sunjay en VO))
- Jenna Rosenow (Jane Austen)
- Eliza Norbury (Cousine Patty)
- Terry O'Sullivan (Tante Tilda)
- Victoria Souter (Cassandra Austen)

### Épisode 12:La Salsa du démon
- États-Unis /  Canada : 22 avril 2019 sur The CW / CTV 2
- France : 12 octobre 2019 sur CStar

- États-Unis : 850 000 téléspectateurs[7] (première diffusion)

- Adam Tsekhman (Agent Gary Green)
- Christian Keyes (Desmond / Neron)
- Jason Schombing (Mikey T)
- Althea McAdam (Ava Sharpe âgée)
- Brenda Matthews (Sara Lance âgée)

Sara, qui veut recoller les morceaux avec Ava, se rend dans leur appartement qui a été retourné. Avec l'aide de John et Nora, Sara part à sa recherche, plongeant dans l'enfer personnel d'Ava.

### Épisode 13:Rien que pour vos œufs
- États-Unis /  Canada : 29 avril 2019 sur The CW / CTV 2
- France : 19 octobre 2019 sur CStar

- États-Unis : 910 000 téléspectateurs[8] (première diffusion)

- Adam Tsekhman (Agent Gary Green)
- John Murphy (Gordon Gilchrist)
- Amitai Marmorstein (Vincent)
- Jaycie Dotin (Tammy)
- Adrian Petriw (Fredrich)
- Mike Desabrais (Chirurgien)

Pour pousser Nate et Zari à sortir ensemble, Sara s'arrange pour les envoyer sur une mission simple : récupérer un œuf trouvé dans une expédition en Arctique. Ray est chargé du soutien mais il doit affronter Néron qui veut prendre possession de son corps.

### Épisode 14:Dans l’âge de glace
- États-Unis /  Canada : 6 mai 2019 sur The CW / CTV 2
- France : 19 octobre 2019 sur CStar

- États-Unis : 937 000 téléspectateurs[5] (première diffusion)

- Adam Tsekhman (Agent Gary Green)
- Sisa Grey (Wolfie)
- Jane Carr (La Fée marraine)
- James Kot (Agent Neil McNeil)
- Naomi Levi (Agent Reyes)
- Cameron Waters (Agent Dietel)
- Madeleine Kelders (Agent Powell)
- Devyn Dalton (Puca)

Neron piège les Légendes dans le Waverider sous une avalanche à l'ère glaciaire avant d'emmener Constantine découvrir le passé sorcier de sa famille et obtenir le pouvoir de sortir un être de l'Enfer.

### Épisode 15:Descente aux enfers
- États-Unis /  Canada : 13 mai 2019 sur The CW / CTV 2
- France : 26 octobre 2019 sur CStar

- États-Unis : 987 000 téléspectateurs[5] (première diffusion)

- Paul Reubens (Voix originale de Mike Le pic à glace)
- Adam Tsekhman (Agent Gary Green)
- Jane Carr (La Fée marraine)
- Sisa Grey (Mona Wu / Wolfie / Femelle Kaupe)
- Olivia Swann (Astra Logue adulte)
- Gracelyn Awad Rinke (Zari enfant)
- Jame Kot (Agent Neil McNeil)
- Daniel Cudmore (Le Minotaure)
- Jocelyn Panton (Marilyn Monroe)
- Sandy Sidhu (Nasreen)
- Harrison MacDonald (Masher)
- Jason Simpson (Calabraxis)
- Beau Daniels (Satan)
- Bill Croft (Belzebuth)
- Melody Niemann (Astrid Logue enfant)
- Mel Tuck (Belial)
- John DeSantis (L'Ogre)

Neron lance son plan : avec l'apparence de Ray Palmer, il met en ligne une application pour trouver et dénoncer les créatures magiques. Depuis les Enfers, Constantine comprend qu'il compte s'emparer des âmes des utilisateurs et doit rapidement sauver l'âme de Ray.

### Épisode 16:Le parc attrape-monstres
- États-Unis /  Canada : 20 mai 2019 sur The CW / CTV 2
- France : 26 octobre 2019 sur CStar

- États-Unis : 1,050 million de téléspectateurs[9] (première diffusion)

- Adam Tsekhman (Agent Gary Green)
- Casper Crump (Vandal Savage)
- Thomas F. Wilson (Hank Heywood)
- Sisa Grey (Mona Wu / Femelle Kaupe / Wolfie)
- Jane Carr (La Fée marraine)
- Paul Reubens (Voix originale de Mike Le Pic à glace)
- Olivia Swann (Astra Logue adulte)
- Gracelyn Awad Rinke (Zari enfant)
- LaMonica Garrett (Mar Novu / Le Monitor)
- Shayan Sobhian (Behrad)
- Daniel Cudmore (Le Minotaure)
- Sandy Sidhu (Nasreen)
- John DeSantis (L'ogre)
- Devyn Dalton (Puca)
- Natalia Vasiluk (Baba Yaga)
- Tiffany Mo (Le reporter)
- Joel McCooey (La Momie)
- Jason Simpson (Calibraxis)
- Deni Delory (Madame Appleby)
- Paul Batten (Sénateur Wellington)

Nora, possédant désormais la baguette et la charge de la Fée marraine, retrouve Constantine en enfer pour sauver l'âme de Ray.